# Saint Kitts e Nevis ai Giochi della XXVII Olimpiade
Saint Kitts e Nevis ha partecipato alle Giochi della XXVII Olimpiade di Sydney, svoltisi dal 15 settembre al 1º ottobre 2000, con una delegazione di 2 atleti.

## Atletica leggera
| Gara            | Atleta      | Batterie | Batterie | Quarti | Quarti | Semifinali | Semifinali | Finale | Finale |
| Gara            | Atleta      | Tempo    | Pos.     | Tempo  | Pos.   | Tempo      | Pos.       | Tempo  | Pos.   |
| --------------- | ----------- | -------- | -------- | ------ | ------ | ---------- | ---------- | ------ | ------ |
| 100 m maschili  | Kim Collins | 10"39    | 2        | 10"19  | 2      | 10"20      | 4          | 10"17  | 7      |
| 200 m maschili  | Kim Collins | 20"52    | 2        | 20"47  | 3      | 20"57      | 5          |        |        |
| 100 m femminili | Valma Bass  | 11"45    | 3        | 11"60  | 7      |            |            |        |        |
| 200 m femminili | Valma Bass  | 23"37    | 4        | 23"57  | 8      |            |            |        |        |